# Кремпа (Ловицький повіт)
Кремпа (пол. Krępa) — село в Польщі, у гміні Доманевиці Ловицького повіту Лодзинського воєводства.
Населення — 700 осіб (2011).
У 1975-1998 роках село належало до Скерневицького воєводства.

## Демографія
Демографічна структура станом на 31 березня 2011 року:
|          | Загалом | Допрацездатний вік | Працездатний вік | Постпрацездатний вік |
| -------- | ------- | ------------------ | ---------------- | -------------------- |
| Чоловіки | 335     | 70                 | 230              | 35                   |
| Жінки    | 365     | 73                 | 208              | 84                   |
| Разом    | 700     | 143                | 438              | 119                  |